# Ardanuç
Ardanuç (georgisch არტანუჯი, Artanudschi, armenisch Արտանուջ, Artanudsch) ist eine Stadt in der türkischen Provinz Artvin im Nordosten des Landes. Die Kleinstadt beherbergt etwa 48 Prozent der Bevölkerung des Landkreises.

## Lage
Ardanuç liegt in einer Talebene in 558 Metern Höhe im Norden der Yalnızçam-Berge (Yalnızçam Dağları), die in Mittellagen dicht mit Nadelwäldern bestanden sind. Mehrere der in einer Reihe von Südwesten nach Nordosten verlaufenden Gipfel erreichen Höhen über 2600 Meter. Im ersten Jahrtausend lag der Ort an einer Handelsroute, die vom Schwarzen Meer über Artvin durch das vom gleichnamigen Bergbach Ardanuç Çayı durchflossene Tal und weiter über den Yalnızçam-Pass nach Kars und bis Persien führte. Heute biegt von der Schnellstraße D010 zwischen Artvin und Şavşat drei Kilometer östlich der Abzweigung zur mittelalterlichen georgischen Kirche Dolishana an einer Brücke über den Berta Suyu, einem Zufluss des Çoruh, eine Nebenstraße nach rechts ab, die anfangs durch eine enge Schlucht dem Ardanuç folgt und nach etwa 15 Kilometern die Stadt erreicht. Ende 2012 war eine neue, breitere Straße im Bau, deren hoch am Berghang am gegenüberliegenden rechten Ufer eingegrabene Trasse das malerische Tal in eine Steinhalde verwandelt. 15 Kilometer südöstlich der Stadt, in der Nähe des Dorfes Bulanık, überblickt das ehemalige georgische Kloster Yeni Rabat das Ardanuç-Tal.

## Geschichte
Zwischen 180 v. Chr. und  387 n. Chr. gehörte Ardanuç als Provinz Gugark zum Königreich Kleinarmenien. Der iberische König Wachtang I. Gorgassali (reg. 452–502) gründete den Ort Ardanuç. 575 erbaute die georgische Bagrationi-Dynastie von Tao-Klardschetien die Burg von Ardanuç (auch Gevhernik Kale). Die Umayyaden belagerten sie 744, um 820 machte sie Fürst Aschot I. (reg. 813–826) zu seinem Hauptsitz. Nach dem georgischen Chronisten Sumbat Davitisdze aus dem 11. Jahrhundert ließ Aschot die zerstörte Festung und die Wohnviertel wiederherstellen sowie eine den Aposteln Petrus und Paulus geweihte Kirche errichten, die auch als seine Grabstätte geplant war. Aschot wohnte selbst in der Festung.
Für den größten Teil des 9. und 10. Jahrhunderts war Ardanuç die Hauptstadt eines Reiches, das sich vom Schwarzen Meer nach Süden bis beinahe Erzurum und nach Osten bis zur heutigen armenischen Grenze erstreckte. Ardanuç wurde ein bedeutender Handelsposten auf der Ost-West-Route zwischen Konstantinopel und Iberien/Armenien, ebenso zwischen Trapezus und Syrien. Die Zolleinnahmen müssen beträchtlich gewesen sein, wie aus einem Bericht des byzantinischen Kaisers Konstantin VII. (reg. 913–959) hervorgeht, der die starken Verteidigungsanlagen der Stadt lobend erwähnt. Bis ins 16. Jahrhundert blieb Ardanuç die Hauptstadt des georgischen Tao-Klardschetien.
Das Kloster Yeni Rabat (auch Schatberdi) stammt aus dem 9. Jahrhundert. Dort bestand im 9. und 10. Jahrhundert eine berühmte Schule für Buchkunst. Ein „Barhal-Bibel“ genanntes Manuskript von 973 diente zur Datierung der Klosterkirche von Barhal. 
Ab 1080 begannen Kämpfe zwischen den Bagrationi und türkischen Beyliks. Ardanuç wurde im 13. Jahrhundert von den Mongolen eingenommen und 1551 durch Süleyman I. den Prächtigen in das Osmanische Reich eingegliedert, als er den Fürsten (Atabeg) des georgischen Kleinreiches Samzche besiegte. 1562 restaurierten die Osmanen die beschädigte Festung.
Nach dem Russisch-Osmanischen Krieg 1877–1878 wurde Ardanuç an Russland abgetreten. Die Bevölkerung von Ardanuç bestand bei der Volkszählung 1886 fast ausschließlich aus Armeniern. Nach der Oktoberrevolution musste Ardanuç kurzzeitig an das Osmanische Reich abgetreten werden. Am Ende des Ersten Weltkrieges wurde die Gegend von georgischen Truppen besetzt, die 1921 abzogen als Ardanuc durch den zwischen der Sowjetunion und der Türkei unterzeichneten Vertrag von Kars an die Türkei abgetreten werden musste.

## Stadtbild

### Festung

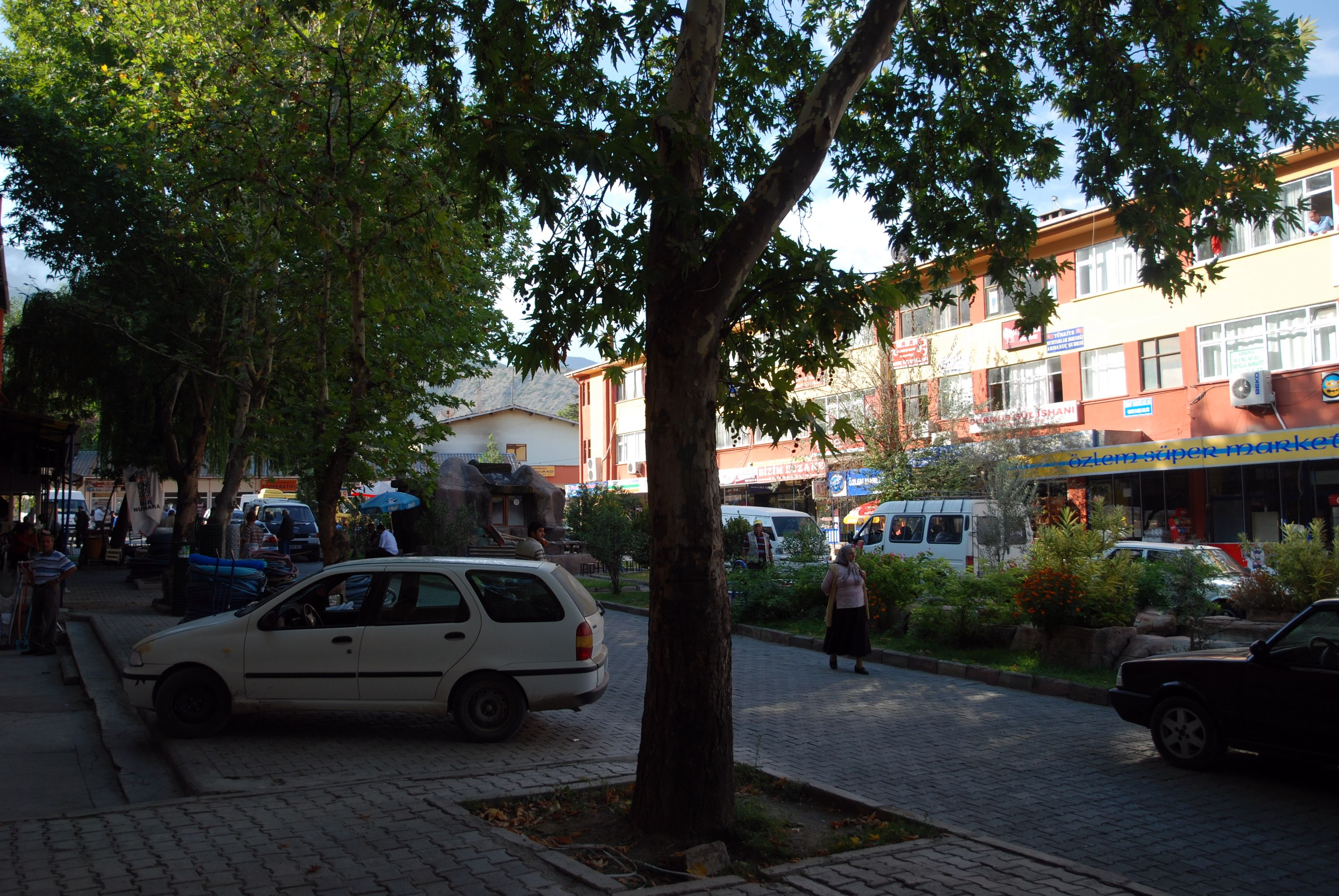
Ortsmitte

Einige Reste der mittelalterlichen befestigten Stadt sind auf dem Plateau des nach allen Seiten steil abfallenden Felshügels erhalten, der einen Kilometer nördlich des heutigen Ortes das Flusstal überragt. Von oben sind Richtung Norden die enge Schlucht und im Süden die Neustadt in der Talebene zu überblicken. Der Weg zur Burg führt einen steilen Hang hinauf, im oberen Bereich vorbei an Gebäuderuinen der alten Stadt. Das letzte Stück bis zu den Grundmauern eines Turms muss über Leitern zurückgelegt werden. In der Nähe des Turms dürfte sich das ehemalige Tor befunden haben. Erhalten blieben ferner eine Zisterne und Wandteile der von Aschot erbauten Kapelle. Die Festungsruinen stammen in ihrem Kern überwiegend aus dem 9. Jahrhundert, ein Turm im hinteren Bereich wurde nach dem 11. Jahrhundert noch in georgischer Zeit errichtet.
Die Kapelle gehörte zu einem 10,4 × 11,4 Meter großen Komplex aus drei Räumen. Der rechteckige Kirchenraum mit Rundapsis maß innen 5,7 × 6,3 Meter, die Apsis war 2,75 Meter breit und 1,65 Meter tief. Seitlich im Norden angebaut war ein 1,9 Meter breiter rechteckiger Nebenraum, der als einzige Besonderheit eine kleine Nische an der Südostecke aufwies. Die Kapelle und der zeitgleich entstandene Nebenraum waren aus unterschiedlich großen Sandsteinblöcken gemauert, von denen einige bis 2 × 1 Meter groß mächtig sind. Derart mächtige Blöcke sind typisch für frühe Kirchen und sprechen für eine Bauzeit im 9. Jahrhundert. Der Fußboden des dritten, nördlich angrenzenden Nebenraums lag 2,5 bis 3 Meter tiefer als derjenige der Kirche. Er war im Unterschied zu den anderen Räumen fensterlos. Möglicherweise diente er als eine weitere Zisterne. Bei dem Gebäude dürfte es sich um die Privatkapelle Aschots handeln, die nach den literarischen Quellen Peter und Paul geweiht war. Es ist gut möglich, dass der König nach seinem Tod 826 hier beerdigt wurde. Diese Einschätzung wird durch die von  Grigol Chandsteli (759–861) verfasste Chronik „Das Leben von Grigol Chandsteli“ unterstützt, wonach es üblich war, dass sich die Herrscher in Kirchen bestatten ließen, so etwa Aschots Sohn Guaram Mampali († 882), der in der Klosterkirche Opiza und später Wachtang IV. (reg. 1443–1446), der zusammen mit seiner Frau in der Kirche von Bana beerdigt wurde.

### Neustadt
Die neue Stadt am linken Flussufer erstreckt sich entlang der Durchgangsstraße und einer Parallelstraße. Letztere ist nahe der Haltestelle für Minibusse durch Alleebäume als Fußgängerzone gestaltet, um die sich einige Läden und Teestuben gruppieren. Es gibt ein einfaches Hotel.  

## Landkreis
Der Landkreis (İlçe) liegt im Südosten der Provinz und grenzt intern an die Kreise Borçka im Nordwesten, Şavşat im Nordosten und an den zentralen Landkreis (Merkez) Artvin im Südwesten. Extern bildet im Süden der Kreis Olur (Provinz Erzurum) und im Südosten der Kreis Göle (Provinz Ardahan) die Grenze. Neben der Kreisstadt (48 % der Kreisbevölkerung Ende 2022) besteht der Kreis noch aus 49 Dörfern (Köy). Diese werden von durchschnittlich 117 Menschen bewohnt, das ist der niedrigste Durchschnittswert aller Kreise in der Provinz Artwin. Das Dorf Güleş ist mit 407 Einwohnern das größte, das kleinste Dorf zählt 26 Einwohner.